# Nicolaas Tates
Nicolaas Tates, född 5 maj 1915 i Zaandam, död 25 december 1990 i Zaandam, var en nederländsk kanotist.
Tates blev olympisk bronsmedaljör i K-2 1000 meter vid sommarspelen 1936 i Berlin.